# Народ Північного Оленя
«Народ Північного Оленя» (англ. The Reindeer People) — фентезійний роман американської письменниці Маргарет Ліндгольм, опублікований під псевдонімом Робін Гобб та вийшов у США 1988 року у видавництві Ейс Букс. 2005 року світ побачив французький переклад роману.

## Сюжет
Тіллу, цілителька, яка займається єдиної заповіді[що це?] своєї дитини Керлеу, живучи своєю наукою та полюванням, при цьому вона шукає плем'я, яке могло б прийняти її, мати-одиначку, та дещо дивного її сина, асоціального та підпорядковану дивним видінням. Зустріч з Геккрамом, мисливцем та селекціонером племені Північного Оленя, може бути довгоочікуваною ознакою її інтеграції.